# Rafał Jakubowicz
Rafał Jakubowicz (ur. 1974 w Poznaniu) – polski artysta wizualny.

## Edukacja
Studiował na Akademii Sztuk Pięknych w Poznaniu na Wydziale Wychowania Plastycznego oraz na Wydziale Malarstwa, Grafiki i Rzeźby, a także na Uniwersytecie im. Adama Mickiewicza na Wydziale Neofilologii.

## Twórczość
W swojej pracy artystycznej posługuje się różnymi mediami. Wystawia w galeriach i realizuje projekty w przestrzeni publicznej. Porusza problem szeroko rozumianej pamięci; zachowywania, wypierania, trwania i zanikania śladów rzeczywistości historycznej i wizualnej.
Najbardziej znaną pracą Jakubowicza jest realizacja Arbeitsdisziplin: wideo, na którym umundurowany strażnik spaceruje za siatką z drutu ustawioną przed olbrzymią fabryką z logo Volkswagena; lightbox z widokiem samej fabryki wyłaniającej się zza drutu kolczastego oraz kartki pocztowe prezentujące ten sam motyw. Nawiązując do niechlubnej roli Volkswagena w czasach faszystowskich Niemiec przedstawia opresyjne oblicze miejsca, mówi o mechanizmach władzy, które przenikają rzeczywistość i warunkują nasze codzienne funkcjonowanie. Trwają przechowywane w społecznej podświadomości czekając na możliwość ujawnienia w warunkach ekstremalnych.
Jakubowicz zwraca uwagę na grozę niepamięci i wynikającej z tego faktu niewiedzy. Szczególnie widoczne jest to w pracy Pływalnia, która jest poświęcona poznańskiej synagodze zamienionej w 1940 roku na miejski basen. Jakubowicz zaprojektował pocztówki, na których z jednej strony widoczny jest budynek synagogi z wyświetlonym na fasadzie hebrajskim słowem „pływalnia”, a z drugiej fotografia kąpiących się tam chłopców. Przywołany pierwotny charakter wnętrza nie ma dla nich znaczenia. Nie znają go. Nieświadomość, brak wiedzy, wynikająca z nich bierność, brak sprzeciwu doprowadzały w historii do ekspansji totalitaryzmu i nieodwracalnego przekształcenia rzeczywistości. Jakubowicz zwraca uwagę na znaczenie nie tylko świadomości historycznej, lecz także świadomości widzenia. Możliwość jej rozwijania tkwi w sztuce. Funkcjonowanie w niej umożliwia poszerzanie świadomości i wiedzy poza kontrolą władzy.
Od 2005 roku członek AICA.
Zatrudniony na stanowisku profesora nadzwyczajnego w Uniwersytecie Artystycznym w Poznaniu, gdzie na Wydziale Edukacji Artystycznej i Kuratorstwa prowadzi Pracownię Sztuki w Przestrzeni Społecznej.

### Teksty o twórczości Rafała Jakubowicza
- Piotr Bernatowicz, III Rzesza w sztuce III RP, „Arteon” 11(79)/2006;
- Justyna Kowalska, Weiß Cube, www.obieg.pl, 2006;
- Katarzyna Roj, Cień cienia, www.obieg.pl, 2006,
- MITTEL WEIß, kat. wyst. Galeria Foksal, Warszawa 2005;
- J. Roszak, Granice ryzyka: Rafał Jakubowicz, „ODRA”, 12/2005;
- Piotr Kowalik, Rafał Jakubowicz w służbie pamięci i zdrowia, www.sekcja.org, 2005;
- Eleonora Jedlińska, Prawda jest w pamięci, „Format” 44/2004;
- FORMA, kat. wyst. Galeria Foksal, Warszawa 2004;
- Jolanta Zydroń-Dąbkowska, Rafał Jakubowicz albo czy pamięć jest dziedziczna?, „Kultura współczesna” 1-2(35-36)/2003;
- zugzwang, kat. wyst. Galeria Sztuki Wieża Ciśnień, Konin 2003.
- strona domowa Rafała Jakubowicza